# Solenopsis lotophaga
Solenopsis lotophaga é uma espécie de formiga do gênero Solenopsis, pertencente à subfamília Myrmicinae.